# Стипан, Анна Кириловна
Анна Кириловна Стипан (3 февраля 1997) — российская футболистка, защитница клуба «Ростов».

## Биография
Воспитанница воронежской команды ВГППК, первый тренер — Марина Буракова. На взрослом уровне начала выступать в клубе «Академия футбола» (Тамбов) в первом дивизионе России. В 2019 году со своим клубом стала серебряным призёром первого дивизиона. В 2020 году вместе с подругой по тамбовской команде Ольгой Несветаевой перешла в московский «Локомотив», однако не сыграла ни одного матча за основную команду.
В 2021 году перешла в состав дебютанта высшего дивизиона России «Ростов». Участница первого официального матча команды в истории, 13 марта 2021 года против московского ЦСКА.
Помимо большого футбола выступала в мини-футболе в первой лиге России и региональных соревнованиях за клубы «Сталь-IT» (Воронеж), «Руки Вверх» (Москва) и другие.